# 1173年
| 千纪： | 2千纪 |
| 世纪： | 11世纪 \| 12世纪 \| 13世纪                                                                                         |
| 年代： | 1140年代 \| 1150年代 \| 1160年代 \| 1170年代 \| 1180年代 \| 1190年代 \| 1200年代                                   |
| 年份： | 1168年 \| 1169年 \| 1170年 \| 1171年 \| 1172年 \| 1173年 \| 1174年 \| 1175年 \| 1176年 \| 1177年 \| 1178年         |
| 纪年： | 癸巳年（蛇年）；西夏祐四年；大理利贞二年；金大定十三年；西辽崇福十年；南宋道九年；越南政隆寳應十一年；日本承安三年 |

## 大事记
- 其他
  - 8月9日——意大利比萨斜塔动土兴建。